# Christen Schøller
Christen Casparsen Schøller (født 18. oktober 1609 i Trondhjem, død 10. februar 1677 i København) var en dansk borgmester og assessor i Højesteret, far til Caspar og Rasmus Schøller.
Han var søn af ombudsmand Caspar Christophersen Schøller (1582-1661) og Ellen Christensdatter Jyde (1587-1657). Han kom 1618 i huset hos foged i Numedal Jens Robertsøn, var 1620 hjemme igen, 1621 hos magister Lambert Balchenberg i Sundalen, 1624 i Flensborg for at lære regning og bogholderi hos Gert Mølman, 1626 i Hamborg hos Achatius Hager, 1628 ansat i Danske Kancelli, 1630-33 adjungeret faderen i ombudsmandsembedet, tog 19. december 1636 borgerskab i Køge, blev 20. april 1641 rådmand og 28. oktober 1654 borgmester. 2. juli 1670 blev Schøller assessor i Højesteret og var 1661 kommissær i Kai Lykkes bo.
Schøller blev begravet 22. marts (VF) (ligprædiken), 21. juli overført til Køge Kirke (epitafium), hensat i familiekapellet og 1866-68 ved kirkens restaurering nedsat under gulvet.